# Antropologia sportu

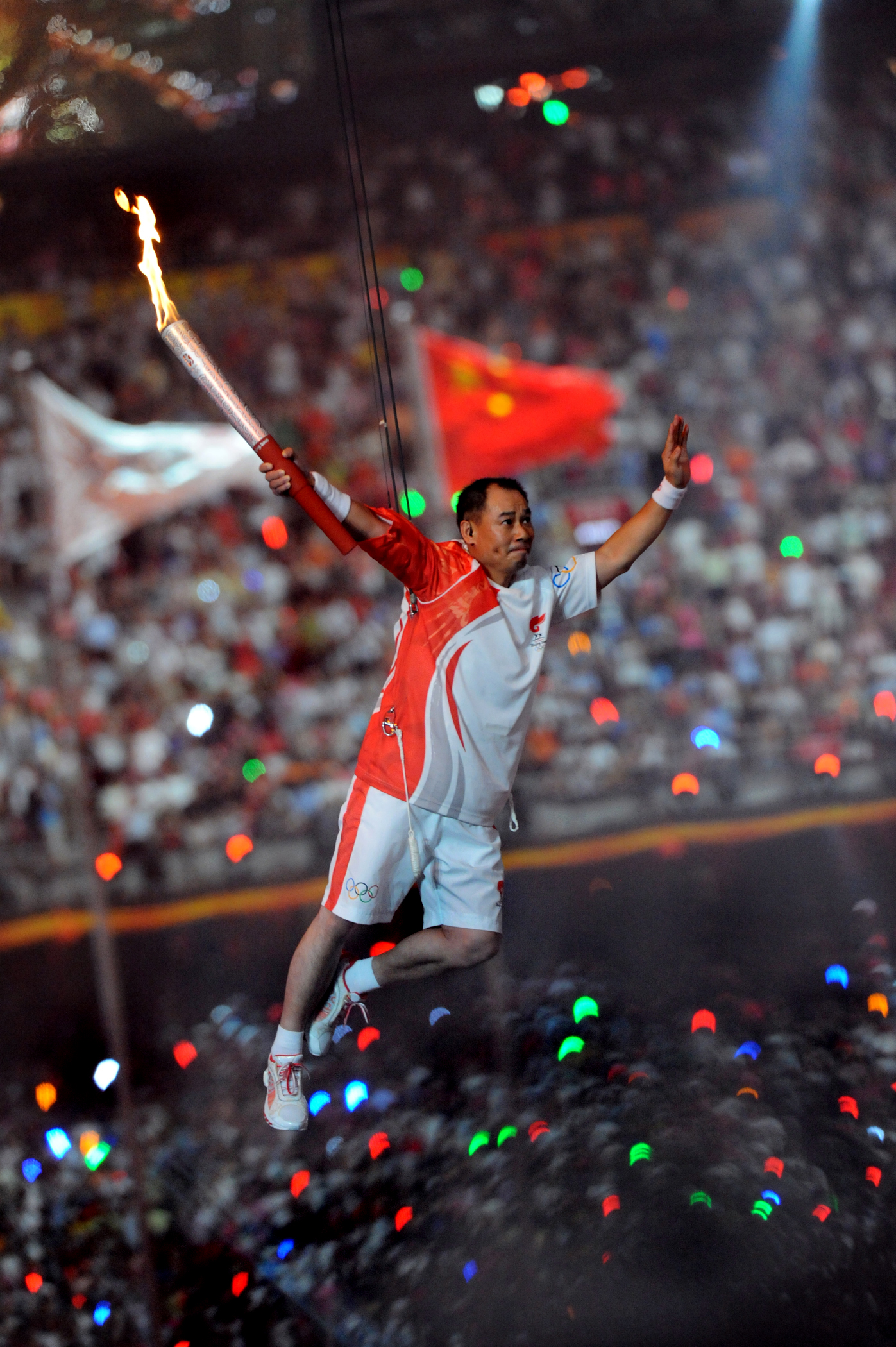
Znicz olimpijski (2008)

Antropologia sportu – dziedzina badawcza, której głównym celem jest badanie zjawiska sportu jako fenomenu kulturowego. Obejmuje też refleksyjności sportu, w której człowiek stanowi punkt centralny. Obszarem jej zainteresowania nie są wyniki sportowe, medale czy rekordy, tylko szeroko pojęci ludzie związani ze sportem. Przedmiotem badań są ludzie, którzy składają się na grupę osób tworzących daną społeczność związaną ze sportem lub grupy będące nośnikami cech rodzimej kultury. Badacze tego obszaru podejmują się takich tematów jak relacja między sportem a rozwojem gospodarczym czy zmianami polityczno-społecznymi w różnych kulturach. W antropologicznym poznaniu sportu pomagają takie dziedziny nauki jak: antropologia kulturowa, antropologia biologiczna (fizyczna), antropologia psychologiczna, antropologia pedagogiczna, antropologia filozoficzna lub antropologia religii.

## Historia antropologii sportu
Początków tej subdyscypliny antropologii można doszukiwać się pod koniec XIX wieku, kiedy Edward Tylor zauważył jak ważny w kontekście badań obcej kultury jest sport, jednak jego badania nie dotyczyły sportu jako osobnej dziedziny, był on tylko narzędziem do głębszego poznania oraz ukazania wpływu jaki ma na kulturę. Z kolei Bronisław Malinowski na początku XX wieku, podczas swoich badań na Trobriandach zaczął opisywać zawody w pływaniu canoe, które wśród mieszkańców miały znaczenie społeczne i mogły służyć do zdobywania prestiżu. Chodź sam Malinowski nie zajmował się sportem, jego opisy uważane są za pionierskie dla dziedziny, którą dzisiaj nazywamy antropologią sportu. Kolejnym kamieniem milowym w tej subdyscyplinie stał się 1959 rok. Wydana została wtedy książka autorstwa trzech badaczy: Johna Robertsa, Malcolma Artha oraz Roberta Busha pod tytułem Games in Culture. W tej publikacji badacze określili definicję sportu oraz na jakie dyscypliny może on zostać podzielony. Do powstania nowej dyscypliny sportowej potrzebne są następujące kryteria: zorganizowana gra, rywalizacja, dwie lub więcej stron oraz uzgodnione zasady. Sport można podzielić na: fizyczny, strategiczny i losowy. Za ostateczną datę powstania antropologii sportu przyjmuję się rok 1974.

## Konteksty funkcjonowania sportu
Sport należy do szeroko pojętej kultury, jest on głęboko osadzony w systemowej strukturze społeczeństwa, co oznacza, że jest również ściśle związany z naturą człowieka oraz jego potrzebą ciągłej dynamiki. „Odpowiedzialnie traktowany” oraz uprawiany sport wpływa na kreatywność oraz wynalazczość człowieka. Jest rodzajem wiedzy zdobywanej poprzez doświadczenie, trening czy współdziałanie, zwłaszcza w przypadku sportów zespołowych.  
Wśród społecznych kontekstów funkcjonowania sportu są prestiż i autorytet zdobywane za pomocą sportowej rywalizacji. Prestiż jest charakterystyczny dla organizacji, a autorytet dla jednostki. Prestiż pozyskany właśnie za pomocą osiągnięć sportowych pomaga w budowaniu marki lub przynależności do danej organizacji przykładem może być Reprezentacja Polski w piłkę nożną lub drużyna stale plasująca się w czołówce najwyższej Hiszpańskiej ligi – FC Barcelona. Autorytet w świecie sportu zdobywa osoba, którą można nazwać mentorem lub osiągnęła ogromne sukcesy.  Według Tadeusza Szczurkiewicza osoba o wysokim autorytecie to taka, która swoimi osiągnięciami i osobistymi wartościami wzbudza poczucie uległości wobec siebie, a wartości, które w niej cenimy to na przykład: wiedza, odwaga czy umiejętność obchodzenia się z ludźmi.  
Kulturowym kontekstem w funkcjonowaniu sportu w dzisiejszych czasach jest telewizja. Pierwsze wydarzenie sportowe na jakim pojawiły się kamery telewizyjne były Igrzyska Olimpijskie w Berlinie w 1936 roku. Na stadionach umieszczono kamery, dzięki czemu ludzie po raz pierwszy mogli kibicować nie będąc obecnymi na stadionie. Kamery przekazywały obraz do sal widowiskowych, znajdujących się na przedmieściach miast. Druga wojna światowa przerwała rozwój telewizji w kontekście sportu, jednak po jej zakończeniu wróciła do nadawania masowych imprez sportowych. Sport ukazywany w telewizji jest ważnym czynnikiem w promowaniu kultury i turystyki gospodarza Igrzysk Olimpijskich lub Mistrzostw Świata w piłce nożnej. Telewizja, która w migawkach potrafi przybliżyć nam piękno danego regionu ma kluczową rolę w promocji kultury i turystyki. Przykładem promocji kraju za sprawą imprezy masowej nadawanej w telewizji jest Grecja. Od czasu przyznania praw do organizacji Igrzysk Olimpijskich w 2004 roku grecka turystyka przeżyła renesans. Skala promocji sportu przez telewizję dotyczyła nie tylko największych miast takich jak Ateny, ale również mniejszych miejscowości, które do teraz, a od tamtego czasu, w głównej mierze zajmują się turystyką. Turystyka przekłada się na kulturę, między innymi dzięki promocji kraju w telewizji mamy do czynienia z powstaniem marki etnicznej. Promocja regionu poprzez sport w telewizji może mieć też plusy w postaci rozwoju gospodarki i infrastruktury. Przykładem jest Polska, która przed Euro 2012  otrzymała masowe dofinansowania z Unii Europejskiej na rozwój infrastruktury. Rozwój kraju przed wydarzeniem przyniósł rezultaty w czasie trwania imprez. Po Euro 2012 nastąpił wzrost turystyki w Polsce, co między innymi przyczyniło się do rozwoju gospodarczego oraz promocji kultury regionu, co nie byłoby możliwe na taką skalę bez udostępniania imprezy w telewizji na całym świecie.  

## Marka etniczna

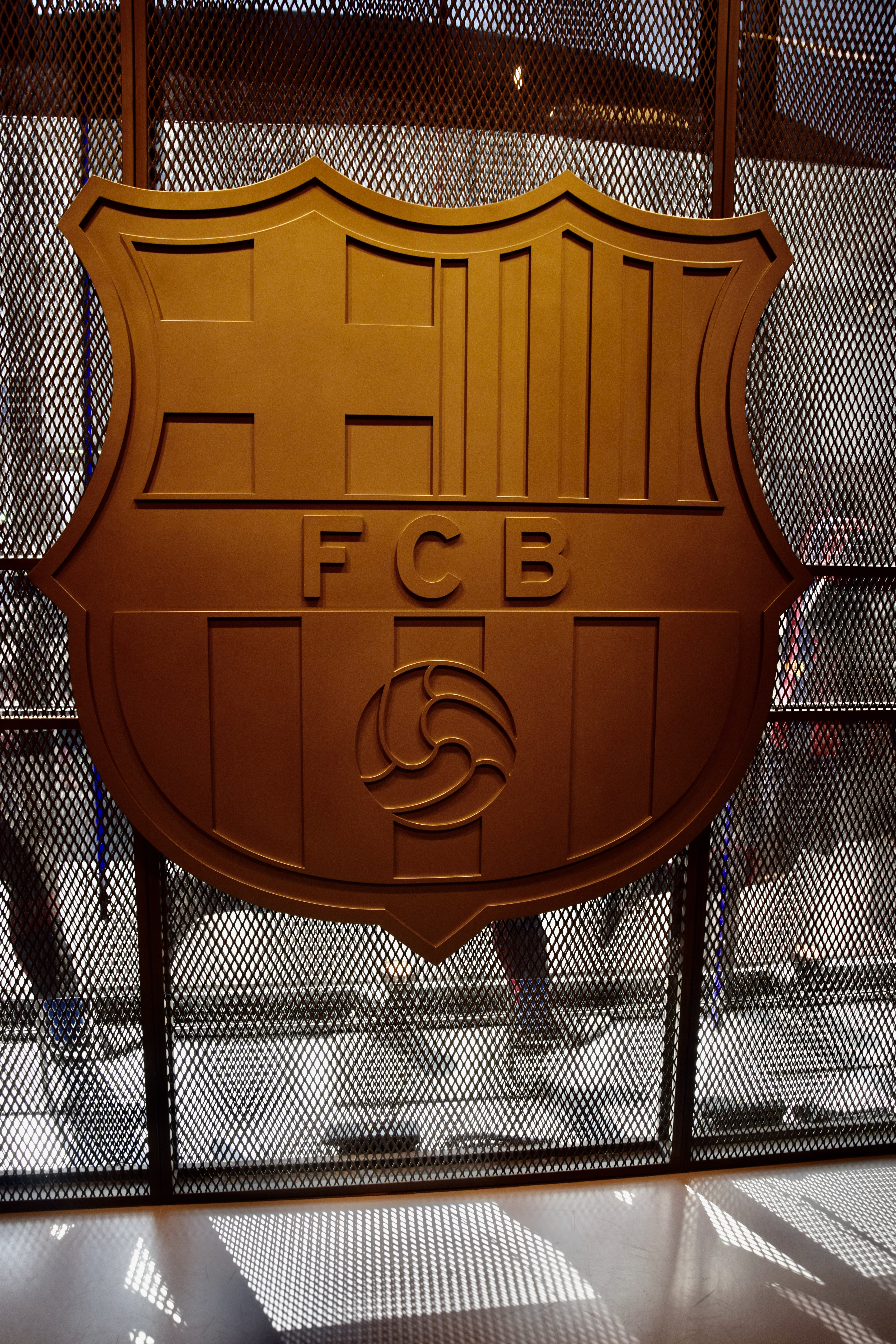
Herb drużyny FC Barcelona

Marka etniczna to produkt lub usługa, która jest kojarzona z konkretną grupą etniczną lub mniejszością narodową i jest z nią ściśle związana na poziomie symbolicznym, jak i społecznym. Może to być na przykład drużyna piłki nożnej FC Barcelona.  
W kontekście sportu przykładem marki etnicznej jest zespół piłkarski pochodzący z Katalonii – FC Barcelona. Przypadek drużyny z Barcelony łączy się z kwestiami marketingowymi promującymi region i przynoszącymi zyski, ale jest również nośnikiem na skalę światową katalońskich wartości, historii, języka i kultury. FC Barcelona w swoich działaniach reprezentuje i jest jednym z głównych czynników wzmacniających katalońską tożsamość oraz opozycję do państwa hiszpańskiego. Według Bartosza Prabuckiego marka etniczna to taka, która: symbolizuję wartości i historię ludzi oraz regionu, posiada silne korzenie etnicznej tożsamości, reprezentuję narrację etniczną na arenie międzynarodowej, a także łączy kulturę z marketingiem. Ważnym aspektem w funkcjonowaniu marki etnicznej są: symbole, narracja historyczna, język oraz wartości. W przypadku katalońskiej drużyny symbolami są: herb klubu, stadion Camp Nou, flaga regionu oraz barwy noszone przez zawodników i kibiców drużyny. Równie ważnym aspektem jest język kataloński, podczas prezentacji nowo sprowadzonego zawodnika bardzo często wypowiada on parę słów lub jedno zdanie w lokalnym języku. Najczęściej są to słowa „Visca Barça, visca Catalunya”, które oznaczają „Niech żyje Barca, niech żyje Katalonia”, w innych klubach jest to rzadkość. Wartości wyznawane przez kataloński zespół to kolejno: bazowanie na zawodnikach wychowanych w lokalnej szkółce klubu „La Masia”, dążenia do wyróżniania się na tle innych drużyn z Hiszpanii oraz wspieranie dążenia do autonomii regionu. W utrzymaniu historii regionu działacze klubu często wspominają o frankistowskich represjach na terenach Katalonii. FC Barcelona jest na tyle światowym ewenementem, że ich marka może funkcjonować równie skutecznie na poziomie globalnym jak i lokalnym, jest to zasługa autentyczności przekazu i ciągłości kulturowej narracji. Marka etniczna to przede wszystkim produkt kultury masowej lub narzędzie kulturowo-polityczne. Klub FC Barcelona spełnia oba te warunki.  
Innym przykładem marki etnicznej w sporcie jest brand „Jordan” powstały przy współpracy koszykarza Michaela Jordana z korporacją Nike. Marka dała początek czemuś więcej niż tylko zwykłemu produktowi, brand stał się symbolem afroamerykańskiego sukcesu, stylu i wpływu na kulturę masową. Była to pierwsza współpraca z osobą czarnoskórą na tak ogromną skalę. Jednak pomimo ogromnego sukcesu Jordana nie można zapomnieć, że za sukcesem mniejszości czarnoskórych mieszkańców Stanów Zjednoczonych kryje się korporacja zarządzana przez osoby o białym kolorze skóry. Zdaniem ScottaWarrena McVitte’go, nie przeszkadza to brandowi w określaniu go marką etniczną. Jego zdaniem marka odwołuję się do „czarnej” kultury i historii, reprezentuje emocje Afroamerykanów oraz symbolizuje ich sukces po latach prześladowań, co w jego kryteriach spełnia warunki do określania go mianem marki etnicznej.  

## Psychologiczne postrzeganie sportu
Dobrym przykładem do ukazania psychologicznego aspektu w sporcie jest jedno z centrum jego wydarzeń, czyli stadion. Czym innym stadion jest dla kibica, czym innym dla zawodnika, a jeszcze innym dla właścicieli klubu piłkarskiego. Zdaniem Andrzeja Pawłuckiego można wyróżnić dwie funkcje stadionu, pierwszą z nich jest funkcja prewencyjna, która pozwala minimalnie spełniać „dobro sportowe”. Drugą funkcją jest funkcja kreacyjna, jest ona właściwa dla stadionu, a spełnia ją społeczność. Stadion jako miejsce zawsze tworzył przestrzeń pozwalającą uwolnić pierwotne instynkty człowieka. Już w starożytnym Rzymie, ludzie walczyli na śmierć i życie ku uciesze widzów. Współcześnie na stadionach piłkarskich kibice uzewnętrzniają swoje instynkty poprzez obelgi rzucane w stronę drużyny przeciwnej. Dla zawodnika stadion to teatr odzwierciedlający życie, w którym czuje się wyróżniony. Dla kibica, który „tworzy stadion” odczucia są zupełnie inne, rzadko zdaje on sobie sprawę z tego, że razem z innymi osobami dopingującymi zawodników tworzy społeczność. Antropologia sportu zajmująca się przestrzenią stadionów obejmuje szczególne przypadki aktywności społecznej i kulturowej człowieka, a jej wyjaśnienia mogą być pomocne w dalszym poznaniu człowieka w zakresie antropologii psychologicznej oraz filozoficznej.  
Jednymi z ważniejszych obiektów badań w antropologii sporu są Igrzyska Olimpijskie. Problemami badanymi w tym zakresie mogą być na przykład: forma jaką przybierają igrzyska oraz rola, jaką pełnią w rzeczywistości. Badania te polegają na obserwacji czy igrzyska zostaną w tej samej dotychczasowej formie, która jest synonimem kultury fizycznej sportu czy może jednak staną się medialnym, jak uważa Tadeusz Olszański, „cyrkiem” napędzającym miliardowe dochody. Kolejnym tematem badań jest zagadnienie czy sport pozostanie modelem wychowawczym. Psychologicznym przykładem badań może być temat dyscypliny i dążenia do doskonałości albo to, w jaki sposób sport kształtuje w młodych ludziach chęć czynnego naśladowania sportowców.  

## Etyka sportu
Antropologia sportu zajmuję się również badaniem jego etyki. Przykładem rozważań na temat etyki sportu mogą być pieniądze. Dla piłkarzy gra w piłkę to ich praca i chcą oni zarabiać pieniądze porównywalne do zawodników z reszty świata, jednak tutaj pojawia się dylemat. Dariusz Wołowski skomentował to: „Czy kupiony do Bundesligi piłkarz z Polski nie czuje się sfrustrowany, kiedy cały sezon spędza na ławce rezerwowych? Nie, jeśli co miesiąc patrzy na stan swojego konta”.

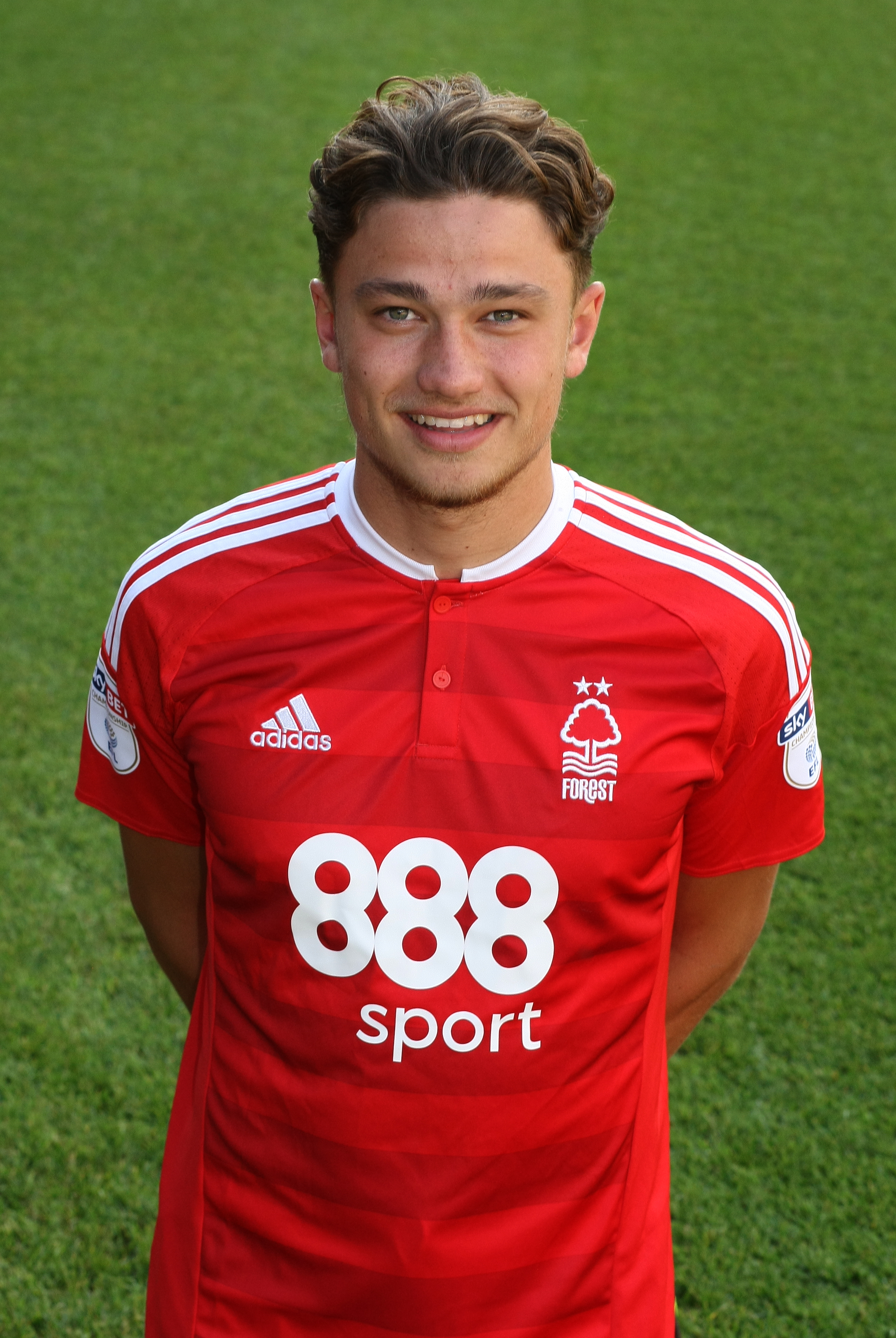
Matty Cash

Zagadnienia etyki w sporcie pojawiają się również podczas wyboru reprezentacji narodowej, na przykład w piłce nożnej, gdy np. rodzice zawodnika są z dwóch różnych państw, a ten musi wybrać w zależności czy czuje się bardziej obywatelem jednego, czy drugiego kraju. W sporze tym nie pomaga fakt, iż zazwyczaj ze względów przeszłości kolonialnej, jedno z tych państw znajduje się w czołówce najlepszych drużyn świata. Przed zawodnikiem stoi trudny wybór, czy reprezentować kraj swoich przodków, czy reprezentować kraj, dzięki któremu zyska on większą rozpoznawalność oraz możliwe trofea, co przełoży się na zysk materialny.  
Problemem natury etycznej mogą być również terminy określające kupowanie i sprzedawanie zawodników do innych klubów. Z kolei idąc dalej, jeżeli zawodnik może być nabywany, to czy może on być oceniany jako dobry albo słaby produkt? Takimi rozważaniami zajmuje się antropologia sportu badająca etykę, jednak jak twierdzi Barbara Karolczak-Biernacka, na większość zagadnień w tym dziale, jednoznacznej odpowiedzi nie ma.

## Badacze
Głównymi przedstawicielami tej dziedziny są:
- Jeremy MacClancy

- Robert Sands

.W Polsce temat podejmują między innymi:
- Wojciech Lipoński
- Zbigniew Dziubiński
- Wiesław Osiński
- Zbigniew Drozdowski
- Bartosz Prabucki
- Jan Barański
- Radosław Kossakowski